# Giovanni Battista Mesmer
Giovanni Battista Mesmer (Milano, 21 aprile 1671 – Roma, 20 giugno 1760) è stato un cardinale italiano.
Fu nominato cardinale della Chiesa cattolica da papa Benedetto XIV.

## Biografia
Nacque a Milano da una famiglia di ricchi mercanti. Studiò giurisprudenza e si laureò all'Università di Pavia.
Nel 1716 entrò nella Curia romana, dove ebbe incarichi di rilievo già prima dell'ordinazione sacerdotale ricevuta nell'ottobre del 1727.
Fu creato cardinale da papa Benedetto XIV il 10 aprile 1747 e ricevette il titolo dei Santi Quattro Coronati il 15 maggio dello stesso anno, a 76 anni.
Il 22 settembre 1749 optò per il titolo di Sant'Onofrio.
Fu eletto a 85 anni camerlengo del Collegio cardinalizio (una carica distinta da quella più nota del camerlengo del Conclave) il 3 gennaio 1757.
In vecchiaia fu affetto da demenza senile e perse la memoria: perciò non partecipò al conclave del 1758 che elesse Clemente XIII.
Morì all'età di 89 anni e fu sepolto nella basilica dei Santi Ambrogio e Carlo al Corso a Roma.